# Save Ralph
Save Ralph ist ein US-amerikanischer Stop-Motion-Mockumentary-Kurzfilm, der von Spencer Susser geschrieben und inszeniert wurde und von Jeff Vespa produziert wurde. Er erschien am 6. April 2021 auf dem YouTube-Kanal der Tierschutzorganisation Humane Society International. In dem Film wird das Versuchskaninchen Ralph, gesprochen von Taika Waititi, interviewt und berichtet über die Auswirkungen von Tierversuchen.

## Handlung
Das Versuchskaninchen Ralph wird für einen Dokumentarfilm in seiner Wohnung interviewt und berichtet von der täglichen Arbeit als Tester, an der seine Familie gestorben ist. Er beschreibt die Schäden, die er dadurch erleidet, aber spielt diese herunter. („Es ist okay. Wir machen es schließlich für die Menschen.“) Er wird in ein Labor gebracht und angeschnallt, wo die anderen Versuchstiere das Kamerateam anflehen, sie zu befreien, als ihm mit einer Spritze etwas in das linke Auge injiziert wird (auf dem rechten ist er bereits blind). Abschließend richtet er eine Botschaft an Zuschauer, die an Tieren getestete Produkte kaufen, dass er ohne sie und Länder, die Tierversuche erlauben, arbeitslos wäre und stattdessen auf einem Feld wie ein normales Kaninchen.
Der Schriftzug „No animal should suffer and die in the name of beauty.“ wird eingeblendet (zu deutsch: Kein Tier sollte leiden und sterben im Namen der Schönheit.).

## Sprecher
Die Hauptfigur des interviewten Kaninchens wird von Taika Waititi gesprochen; der Interviewer im Off von Ricky Gervais. Als weitere Kaninchen sind kurzzeitig Zac Efron, Tricia Helfer, Pom Klementieff, Olivia Munn und Rodrigo Santoro zu hören. Klementieff und Santoro sprechen Ralph jeweils in der französischen bzw. portugiesischen Fassung; außerdem George Lopez in der spanischen und H'Hen Niê in der vietnamesischen Fassung.

## Hintergrund

### Produktion
Die Idee zu dem Film wurde von der Humane Society International im Rahmen einer #SaveRalph-Kampagne  mit dem Ziel, Tierversuche weltweit zu verbieten, entwickelt. Regisseur Spencer Susser sagte zur Entscheidung für einen Animationsfilm: „Ich hatte das Gefühl, Stop Motion sei der perfekte Weg, die Botschaft herüberzubringen. Wenn man die schreckliche Realität sieht, wie Tiere behandelt werden, kann man nicht anders als wegzuschauen. Was ich hoffte, mit diesem Film zu tun, war, etwas zu schaffen, dass die Botschaft vermittelt, ohne zu heftig zu sein.“ Die Puppen und Animationen wurden von ArchModel, dem Studio des bekannten Puppenmachers Andy Gent übernommen, der auch für die Filme Der fantastische Mr. Fox und Isle of Dogs – Ataris Reise von Wes Anderson gearbeitet hatte. Jeder Gegenstand in dem Film wurde handgemacht, die Herstellung der Puppe für Ralph dauerte fünf Wochen. Für die Stimme als Ralph war Taika Waititi die erste Person, die Regisseur Spencer Susser anrief, und sagte sofort zu.

### Veröffentlichung
Am 24. März 2021 erschien erstes Promotionsmaterial zu dem Film, das Sprecher Waititi mit dem Satz teilte: „Wenn du den Film nicht schaust und liebst, hasst du Tiere und wir können keine Freunde mehr sein.“ Die originale Fassung des Films erschien am 6. April 2021 auf dem YouTube-Kanal der Humane Society International und erreichte bislang über 13 Millionen Aufrufe (Stand: Juni 2021). Das Video wurde in fünf Sprachen synchronisiert und für sieben weitere sollen Untertitelfassungen veröffentlicht werden, hierunter für Deutsch. Ebenfalls am 6. April hielt die Humane Society International in einem Live-Video Interviews und eine Paneldiskussion mit den Schöpfern des Films ab.

## Rezeption
Ben Pearson von /Film findet den Film „verstörend und herzzerreißend und manipulativ und kraftvoll, alles zur selben Zeit“.
Zum Beitrag von Waititi schreibt Josh Weiss von Syfy Wire: „Indem er seinen einheimischen neuseeländischen Akzent und ironischen Sinn für komödiantisches Timing einbringt, füllt Waititi den ziemlich ernüchternden Kurzfilm mit genau der richtigen Menge an Unbeschwertheit und Nachempfindbarkeit.“